# Skadovsk
Skadovsk (ukrainsk: Скадовськ, translit:Skadovs'k, russisk: Скадовск) er en havneby ved Sortehavet i Kherson oblast (provins) i det sydlige Ukraine. Det er administrationsby i Skadovsk rajon (distrikt). Skadovsk er hjemsted for administrationen af Skadovsk hromada, en af Ukraines hromadaer. Byen har en befolkning på omkring 17.344 (2021).
Afstanden til byen Kherson er 94 km.  Den nærmeste jernbanestation er Kalanchak, 94 km fra Skadovsk.
Som følge af Ruslands invasion af Ukraine i 2022 har byen været besat af Rusland siden 2022.

## Historie
Byen blev grundlagt i 1894 af Sergey B. Skadovsky, medlem af Statsrådet i Taurida guvernementet under Det Russiske Kejserrige. Skadovskij var hydrobiolog og biokemiker.
Byen var oprindeligt en søhavn, hvorfra hvede, uld og pelse blev sendt til Frankrig, Tyskland og andre europæiske lande. Det oprindelige område bestod af en Tatarsk fiskerby Ali-Agok (Tatarisk for "stille havn") og de arealer, som Skadovsky ejede. Han og hans kone er begravet i Skadovsk.

### Den russisk-ukrainske krig
|  | Dette afsnit beskriver en aktuel begivenhed Informationerne kan blive ændret hurtigt, som begivenheden skrider frem. |

Under Ruslands invasion af Ukraine 2022 trængte russiske væbnede styrker ind i Skadovksk i marts 2022. Få minutter efter at russerne var trængt ind i byen, kom byens indbyggere ud til en demonstration med ukrainske flag og opfordrede besættelsesstyrkerne til at trække sig ud.  Den 12. marts erklærede byens borgmester, at de russiske angribere havde forladt byen. Den 13. marts trængte russiske tropper igen ind i byen og indsatte sig ved en legeplads i udkanten af byen.  Den 16. marts blev Skadovsks borgmester, Oleksandr Yakovlev, tilbageholdt af russisk militær. Ifølge (det ukrainske nyhedsmedie) Ukrayinska Pravda' blev der samme dag afholdt en fredelig demonstration med krav om løsladelse af byens ledelse.  Det blev hævdet, at russiske tropper brugte tåregas og åbnede ild for at sprede demonstrationen. Ukrayinska Pravda havde ingen oplysninger om ofre.

## Galleri
- Tigeren Yulia
- Solnedgang Skadovsk
- Offentlig strand
- Bådmole
- Administrationsbygning
- Lokalhistorisk museum
- Katedral